# Ебин хауз — бања (Бања Лука)
Ебин хауз - бања је један од објеката у саставу Градитељској целини - Бање у махали Илиџа у Горњем Шехеру у Бања Луци, данас Месна заједница Српске Топлице, који је проглашен за национални споменик Републике Српске и Босне и Херцеговине. Настао је уз изворе термалне воде (просечне температуре износе од 33° до 36 °C) у османском периоду у Горњем Шехеру (Српске Топлице).
Објект хауза је једнопросторна грађевина са конструкцијом од масивних камених зидова и перфорисаним (функција вентилација бање) куполама од цигала, повезаних кречним малтером са додатком кокошјег јајета. Базен за купање је оивичен дрвеним клупама а дно базена је пошљунчано. Овај тип бање има различито просторно решење у односу на решења турског купатила, што је, поседица другачијег технолошког процеса (бање Горњег Шехера користе термалну воду).

## Назив
Ебин хауз - бања је добила назив по њеном последњем власнику кога су становници Горњег Шехера звали еба (стара мајка).

## Заштита
Одлуком Комисија за очување националних споменика, на основу члана V став 4 Анекса 8 Општег оквирног споразума за мир у Босни и Херцеговини и члана 39 став 1 Пословника о раду Комисије за очување националних споменика, на седници одржаној од 25. до 31. јануара 2005. године Ебин хауз - бања као део Градитељска целина - Бање у махали Илиџа у Горњем Шехеру, Бања Лука, проглашен је за национални споменик Босне и Херцеговине.

## Положај
Ебин хауз - бања се налази у махали Илиџа у Горњем Шехеру у оквиру комплекс бања у Горњем Шехеру на десној обали Врбаса, који у овом делу губи особине планинске и поприма особине равничарске реке, у просторном обухвату дефинисаном следећим границама:
- са северозападне стране је ограничен коритом ријеке Врбас дужине око 200 метра низводно од новог гвозденог моста, те границом Улице Од Змијања Рајка (ранији назив: Улица браће Алагић) у дужини око 100 м југозападно од моста;
- југозападном границом к.ч. број 662, к.о. Бања Лука III-8 (парцела на којој се налази Бањско-рекреациони центар “Шехер”);
- на југоисточној стран природном границом преласка обронака Шехитлука у равничарски део, са обронцима Бањ брда (стари назив Шехетлуци), обрасли храстом, грабом и црним бором.
- на североисточној страни к.ч. број 700, к.о. Бања Лука III-8 (Хаџи-Исаковића кућом).

Североисточно од Илиџанске џамије, као матице целе махале, настајали су стамбени објекти од којих су неки у свом саставу имали и бању (купатило), или се бања налазила у објекту изграђеном поред куће (Гушића кућа, Османчевића кућа, кућа Бисере Шеранић), или у башти поред куће (Шеранића куће уз Врбас).
Ебин хауз је саграђен у непосредној близини Маслиног хауза, отприлике 12 метара северно од њега. 

## Опис добра
Специфичности махале Илиџа у којој је изграђен објекат Ебиног хауза, због природних ресурса краја има директну везу са овом грађевином. Присуство термалних изворишта на једном релативно малом просторном обухвату одразило се на градитеље објекат Ебиног хауза, да коришћењем природних фактора, обликују простор за становање и обилато користе термалне воде (просечне температуре од 33° до 36 °C). Наиме они су унутар посебно изграђеног објекта изградили засебну просторију хауз и у њу сместили бање за купање.
Првобитно, објекат Ебиног хауза је био једнопросторне диспозиције и квадратне основе (спољних габарита око 5,10x5,10 м).
Зидови хауза, дебљине око 65 cm, зидани су ломљеним каменом, споља дерсовани, изнутра малтерисани, а као везивно средство коришћен је кречни малтер. Централни унутрашњи простор хауза има димензије 3,80x3,80 м.
Са галерије, направљене од дрвене дашчане платформе (димензија: дубина 90 cm, ширина 380 cm) ослоњене на челични НП I 22 носач, која је око 170 cm уздигнута од дна базена, преко једнокраког дрвеног степеништа силазило се до дрвених клупица, ширине 40 cm, које су биле постављене уз две странице базена.
Кота дна базена је била –2,50 метара нижа у односу на коту терена на југозападној страни хауза. Дно базена је било пошљунчано, а висина од дна базена до унутрашње коте темена куполе је износила око 850 cm.
Купола зидана турском циглом, преко конструкције пандантифа и прислоњених слијепих преломљених лукова (стрела лука имала је висину од око 230 cm, а распон тетиве-растојања крајњих ослоначких тачака лука имао је ширину од око 380 cm), ослања се на камене зидове. При врху куполе су били постављени вентилациони отвори кружног пресека.
На западној страни објекта, што је видљиво на старим фотографијама бање, налазили су се остаци доградње. Према неким подацима, до бање, уз њену југозападну страну, у периоду непосредно након 1851. године, била је дограђена кућица у којој се настанио неки шејх који је постао сопственик напуштене бање. О изгледу тог стамбеног објекта нема података.

## Стање заштите
Бања је посљедње године 20. века дочекала у веома рушевном стању, а због непримерених санационих интервенција на бањи предузетих у протеклих неколико година, садашњи изглед бање је задржао веома мало од свог првобитног изгледа: задржана је само структура камених зидова бање до висине од отприлике 2,20 метара висине (мерено од нивоа терена). Изнад ове коте објекат је дозидан и затворен бетонском куполом.
Бања се и дана употребљава.